# البرتو ایبارگوین
البرتو ایبارگوین (انگلیسی: Alberto Ibargüen؛ زادهٔ ۲۹ فوریهٔ ۱۹۴۴) یک کارآفرین، روزنامه‌نگار، وکیل، و بازرگان اهل ایالات متحده آمریکا است.